# Ludvig Hammarskiöld
Peder Adolf Ludvig Regnell Hammarskiöld, född 26 juni 1869 i Dingtuna församling, Västmanland, död 4 juli 1958 i Engelbrekts församling, Stockholm, var en svensk general.

## Biografi
Ludvig Hammarskiöld var son till Per Teodor Hammarskiöld och Sofia Gustava Regnell. Vidare var han syssling till Hjalmar Hammarskjöld, bror till Åke Hammarskiöld och barnbarnsbarn till ärkebiskopen Uno von Troil.
Hammarskiöld blev underlöjtnant vid Svea artilleriregemente 1889, major och chef för artilleristaben 1909, vid Svea artilleriregemente 1911, överstelöjtnant vid Boden-Karlsborgs artilleriregemente 1913, överste och chef för Smålands artilleriregemente 1915, chef för Svea artilleriregemente 1922, generalmajor och chef för II. arméfördelningen 1926, för Östra arméfördelningen och överkommendant i Stockholm 1928 samt generalfälttygmästare och inspektör för artilleriet 1929. Hammarskiöld var artilleristabsofficer 1890–1911 och chef för fältartilleriets skjutskola 1919–1920 samt ledamot av ett flertal kommittéer. Han utgav 1922 Studie över artilleriets samverkan med infanteriet.
Ludvig Hammarskiöld är gravsatt på Norra begravningsplatsen utanför Stockholm.